# Konrad Grübel

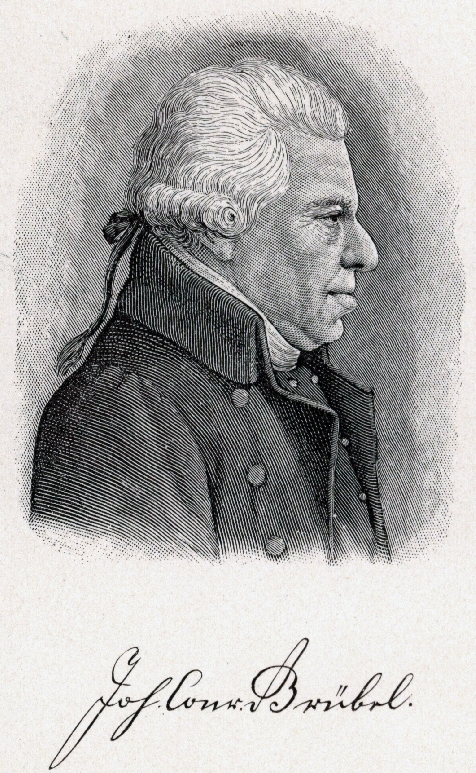
Konrad Grübel

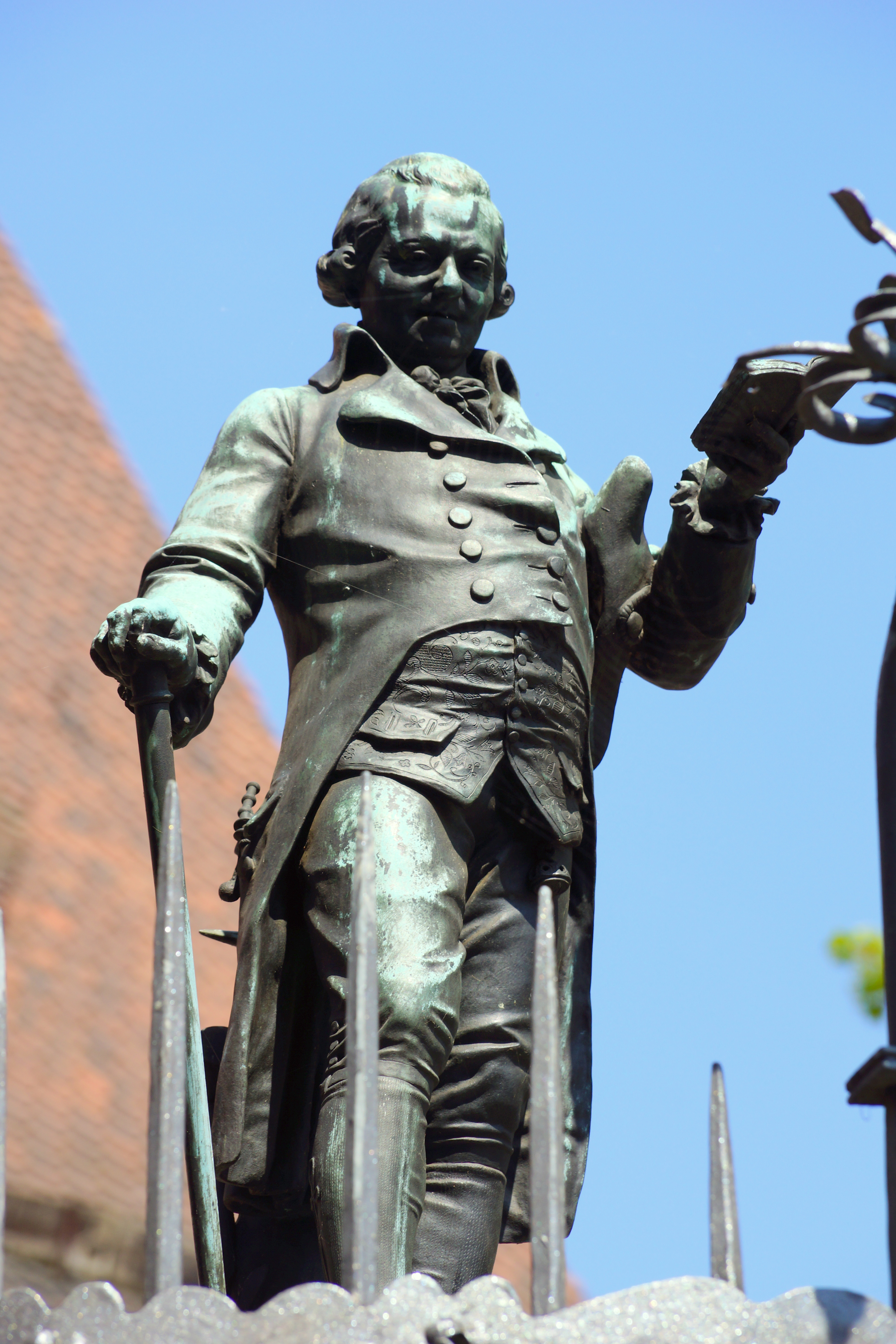
Statue des Dichters am Grübel-Brunnen in Nürnberg

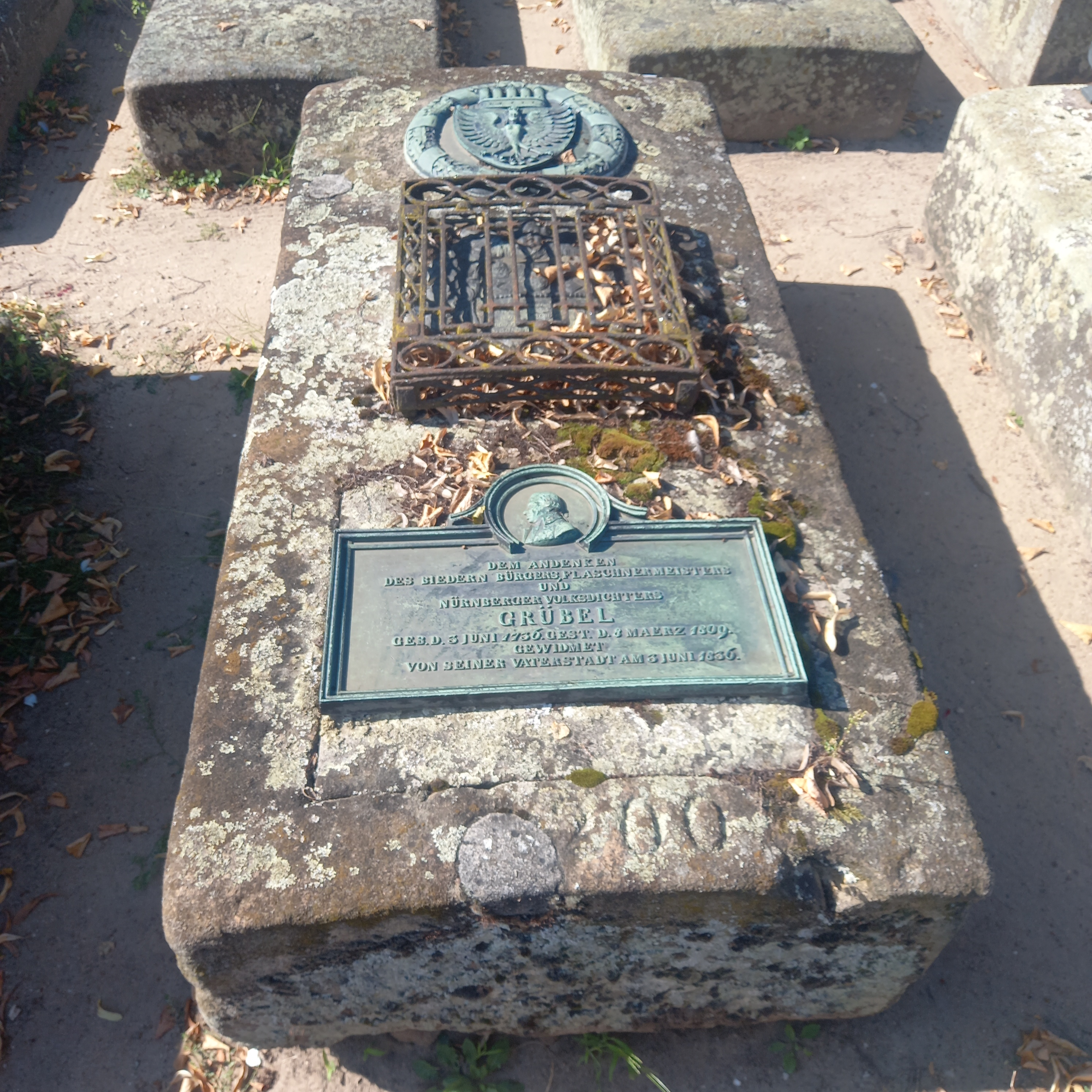
Das Grab von Konrad Grübel auf dem Johannisfriedhof (Nürnberg)

Johann Konrad Grübel (* 3. Juni 1736 in Nürnberg; † 8. März 1809 ebenda) war ein Nürnberger Mundartdichter. Grübel war Stadtflaschner und Gassenhauptmann der Stadt Nürnberg.

## Leben
Konrad Grübels Vater war Jonas Paul Grübel (1702–1773), ein Flaschner (Klempner) und Harnischmacher. Grübels Mutter war Magdalena, geb. Rommel († 1771). Am 11. Mai 1773 heiratete Grübel Anna Maria Giebel (1746–1804), mit der er neun Kinder hatte.
Nach dem Volksschulabschluss wurde Konrad Grübel wie sein Vater Flaschner und  Harnischmacher. Er arbeitete in der Flaschnerei seines Vaters, die er später als Meister übernahm und bis zu seinem Tode fortführte. Als Stadtflaschner erhielt er zahlreiche öffentliche Aufträge. In seinem Handwerk genoss er hohes Ansehen. Er versah zahlreiche Ehrenämter. Seine künstlerischen mechanischen Arbeiten erreichten sogar Italien.
Seinen Ruhm erwarb er sich durch seine Mundartdichtungen, die ein treues Bild vom Leben und Treiben der Nürnberger Bürgerwelt geben. In seinen Gedichten setzte er sich humorvoll und volksnah mit dem Alltagsleben seiner Heimatstadt auseinander. Seine Dichtungen erschienen zunächst im Selbstverlag in Flugblatt- und Heftform. Schon zu Lebzeiten Grübels wurden seine Gedichte in Nürnberger Mundart in einer ersten Sammelausgabe (1798–1812) zusammengefasst. Er gab auch Korrespondenzen und Briefe in Nürnberger Mundart (Nürnberg 1808) heraus.
Selbst Goethe lobte den Mundartdichter Grübel. Alles, was dieser Dichter schreibe, sei „klar, heiter und rein, wie ein Glas Wasser“. Er kritisierte jedoch seinen ‚unangenehmen’ Dialekt, der starke nordbairisch-oberpfälzische Anklänge enthielt. Wenn die Gedichte einen größeren Leserkreis finden sollten, dann sei die Übersetzung der Mundart ins „reinere Deutsch“ unabdingbar.
Grübel wurde 1808 in den Pegnesischen Blumenorden aufgenommen.
Als Konrad Grübel ein Jahr später starb, wurde er auf dem Johannisfriedhof beigesetzt (Grab Nr. 200).

## Ehrungen

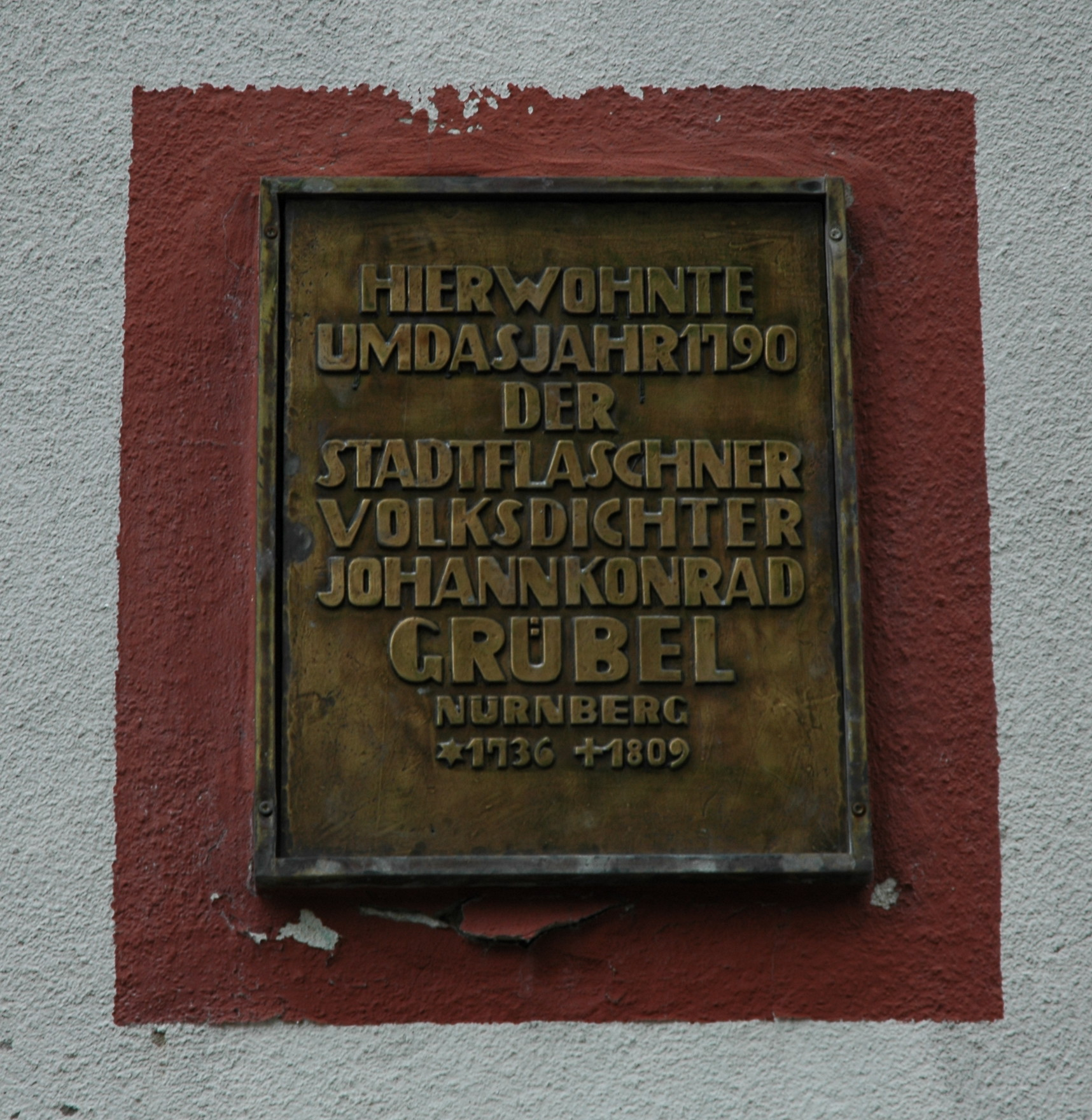
Gedenktafel in Hohenstein

- 1809/10 Grübelstraße (verläuft vom Inneren Laufer Platz nach Süden zur Pegnitz), benannt nach Johann Conrad Grübel, (Nr. 8, das Geburtshaus, die Wohn- und Arbeitsstätte Grübels, stand bis 1945)[SL 2]
- 1881 Grübel-Brunnen, Bronzestatue Grübels am Inneren Laufer Platz vor dem Willstätter-Gymnasium (Entwurf: Friedrich Wanderer)[2][SL 3][3]

## Werke (Auswahl)
- Konrad Grübel: Sämmtliche Werke. Nebst Witschels kurzer Lebensgeschichte Grübels, Göthes Beurtheilung der Grübelschen Gedichte, und Wurms Glossar dazu. Herausgegeben von Johann Heinrich Wilhelm Witschel unter Mithilfe von Dr. Osterhausen. 6 Teile in 3 Bänden. Nürnberg: Friedrich Campe, 1835, Band 1: XXII S., 292 S.; Band 2: VI S., 364 S.; Band 3: VI S., 274 S. (Erste Gesamtausgabe)
- Konrad Grübel: Der Schlosser und sein G'sell.[4] Eine Auswahl. Nürnberg: Glock u. Lutz, [1965], 70 S. (Nürnberger Meisterdichtung in der Vergangenheit)
- Grübel's sämmtliche Werke. Neu hrsg. von Georg Karl Frommann. Unveränderter Nachdruck der Ausgabe Nürnberg: Schmid, 1857. – Neustadt an der Aisch: Verlag für Kunstreproduktionen Schmidt, 1984, [26], ISBN 3-923006-43-8 (In Fraktur)
- Konrad Grübel. Ausgewählte Gedichte. Nürnberg: Hofmann; Nürnberg: Edelmann, 1985, ISBN 3-87191-104-6.